# Metropolia Reims
Metropolia Reims – metropolia Kościoła rzymskokatolickiego w północnej Francji. Jej powstanie datowane jest na IV wiek. W roku 1801 została zlikwidowana, ale już w 1822 nastąpiło jej przywrócenie. W skład metropolii wchodzi obecnie jedna archidiecezja i sześć diecezji. Siedzibą metropolity jest Reims, a najważniejszą świątynią katedra w Reims. Godność metropolity od 2018 sprawuje abp Éric de Moulins-Beaufort. 
W skład metropolii wchodzą:
- archidiecezja Reims
- diecezja Amiens
- diecezja Beauvais
- diecezja Châlons
- diecezja Langres
- diecezja Soissons
- diecezja Troyes